# Trío Altenberg
El Trío Altenberg es un trío de piano formado en 1994 en Viena. Toma su nombre del poeta austriaco Peter Altenberg. 

## Trayectoria
Desde su debut durante la semana Mozart de Salzburgo, en 1994, es uno de los pocos tríos con piano activo a tiempo completo en Europa. El grupo es trío-en-residencia en la Sociedad Filarmónica de Viena (Musikverein) donde da una serie anual de conciertos en la Brahms Saal. Su repertorio incluye más de 250 tríos con piano, con obras compuestas y estrenadas para el Trío Altenberg como el primer trío, opus 22, de Douglas Weiland (1995).
En 1999, tras la publicación de su grabación de la integral de los tríos con piano de Schumann, el trío, recibe el premio de Robert Schumann de la ciudad de Zwickau. Su grabación de los tríos de Ives (Trío de piano), Copland y Bernstein (Trío de piano) ganó el Premio Edison en Ámsterdam en el año 2000.
En 2012 Christopher Hinterhuber sustiyó a Claus-Christian Schuster en el piano y Christoph Stradner sustituyó a Alexander Gebert en el violonchelo.
Amiram Ganz toca un violín de Goffredo Cappa (Saluzzo 1686) y Christoph Stradner en un violonchelo de Antonio Stradivari de 1680.

## Miembros
- Christopher Hinterhuber (piano)
- Christoph Stradner (violonchelo)
- Amiram Ganz (violín)

## Discografía (selección)
- Pablo Juon: Tríos con piano
- Franz Schubert: Trío en mi bemol mayor D 929, adagio D 897
- Mauricio Kagel: Trío con piano / Ernst Widmer: La Última Flor (James Thurber)
- Robert Schumann: Tríos con piano (2 CDs)
- Joseph Haydn: Trío en mi bemol mayor, op.75  (Hob. XV:29) / Wolfgang Amadeus Mozart: Trío en sol mayor K. 564 / Ludwig van Beethoven: Trío en mi bemol mayor, op.1 n°. 1
- Johannes Brahms: Los tríos con piano (2 CDs)
- Hans Pfitzner: Trío en fa mayor, op.8 / Arnold Schönberg: Noche transfigurada
- Felix Mendelssohn Bartholdy: Trío con piano 1 y 2
- Artur Malawski: Trío con piano
- Camille Saint-Saëns: Tríos con piano 1 y 2
- Krzysztof Meyer: Trío con piano